# جایزه بزرگ بریتانیا ۱۹۶۳
جایزه بزرگ بریتانیا ۱۹۶۳ (انگلیسی: ‎1963 British Grand Prix‎) یک مسابقهٔ موتوری در رشتهٔ اتومبیل‌رانی فرمول یک بود که در تاریخ ۲۰ ژوئیهٔ ۱۹۶۳ در پیست سیلورستون واقع در سیلورستون، انگلستان برگزار شد. این گراند پری در میان ۱۰ گراند پری در فصل ۱۹۶۳، مسابقهٔ شمارهٔ ۵ بود.
در این مسابقه که در ۸۲ دور و به مسافت ۳۸۶٫۲۶۱ کیلومتر (۲۴۰٫۰۱۱ مایل) برگزار شد، پول پوزیشن توسط جیم کلارک کسب شد و سریع‌ترین زمان برای طی یک دور پیست که برابر با ۱:۳۶٫۰ بود نیز توسط جان سرتیز به ثبت رسید.
جیم کلارک از تیم لوتوس-کلیمکس، جان سرتیز از تیم فراری و گراهام هیل از تیم بی‌آرام به‌ترتیب مقام‌های اول تا سوم مسابقه را کسب کردند.

## رده‌بندی قهرمانی پس از مسابقه
|       | جایگاه | راننده     | امتیاز |
| ----- | ------ | ---------- | ------ |
|       | ۱      | جیم کلارک  | ۳۶     |
| ۱     | ۲      | ریچی گینتر | ۱۴     |
| ۲     | ۳      | گراهام هیل | ۱۳     |
| ۳     | ۴      | جان سرتیز  | ۱۳     |
| ۳     | ۵      | دن گرنی    | ۱۲     |
| منبع: |        |            |        |

|       | جایگاه | سازنده        | امتیاز |
| ----- | ------ | ------------- | ------ |
|       | ۱      | لوتوس-کلیمکس  | ۳۷     |
| ۱     | ۲      | بی‌آرام        | ۱۸     |
| ۱     | ۳      | کوپر-کلیمکس   | ۱۶     |
|       | ۴      | برابام-کلیمکس | ۱۳     |
|       | ۵      | فراری         | ۱۳     |
| منبع: |        |               |        |

یادداشت
- تنها پنج جایگاه نخست از هر رده‌بندی نمایش داده شده‌است.